# Home (Washington)
Home az Amerikai Egyesült Államok északnyugati részén, Washington állam Pierce megyéjében elhelyezkedő statisztikai település. A 2010. évi népszámlálási adatok alapján 1377 lakosa van.
Home a 20. század elején anarchista kolóniaként működött.

## Történet
Az Eatonville-hez közeli Glennis iparkolónia kudarca után  George H. Allen, Oliver A. Verity és B. F. O’Dell 1895-ben a mai Home területén anarchista közösséget alapítottak; egy év múlva családjaik is csatlakoztak hozzájuk. Az 1800-as évek végén az USA-ban kétszáz hasonló település jött létre. A három telepes 110 ezer négyzetméternyi területet vásárolt, amit alkalmi munkákból származó bevételből fizettek ki. A helység kezeléséért felelős szövetkezet szabályai szerint a tagok magukénak tekintik az anarchista eszmeiséget és hajlandóak telküket kifizetni.
A helységet formálisan 1901-ben alapították meg; területe ekkor 0,88 négyzetkilométerrel nőtt. Az anarchisták, nudisták, diétás trendeket követők, szabadgondolkodók és kommunisták által lakott településen Elbert Hubbard író, az anarchista Emma Goldman és a kommunista William Z. Foster is tartottak előadásokat.
Gertie Vose anarchista úgy gondolta, hogy fiának, a visszahúzódó Donald Vose-nak jót tenne a közösségben való részvétel. Gertie Vose a település meghatározó alakja lett, és Emma Goldmannel több éven át tartották a kapcsolatot. Donald Vose-t felelőtlen és a közösségben való részvételre alkalmatlan személyként jellemezték. Ahogy egyre különbözőbb emberek érkeztek Home-ba, a közösség repedezni kezdett.
William McKinley elnök meggyilkolását követően többen is támadták a közösséget; egy csoport támadást tervezett ellenük, azonban a szállítóhajó tulajdonosa nem engedte, hogy a fedélzetre lépjenek.
1902-ben a település postáját bezárták, mivel többen is úgy vélték, hogy a közösség veszélyt jelent a társadalomra. A hivatal bezárásához vezető perben szerepet játszott a radikális feminista Lois Waisbrooker és Emma Goldman is.
Az 1910-es években a település két csoportra oszlott: a nudistákra és a prűdekre, akik a helyi újságban üzentek egymásnak. Jay Fox, az Agitator szerkesztője kiállt a nudisták mellett azokkal szemben, akik a strandolókat feljelentették. Az újságcikkek miatt Foxot két hónapra bebörtönözték. A naturizmust és az anarchista eszmeiséget a kívülállók elfogadhatatlannak tartották, melynek következtében a közösségszervező feloszlott.

## Fordítás
- Ez a szócikk részben vagy egészben  a   Home, Washington című angol Wikipédia-szócikk ezen változatának fordításán alapul.  Az eredeti cikk szerkesztőit annak laptörténete sorolja fel. Ez a jelzés csupán a megfogalmazás eredetét és a szerzői jogokat jelzi, nem szolgál a cikkben szereplő információk forrásmegjelöléseként.